# تریمیتی
تریمیتی (به لاتین: Trimithi) یک منطقهٔ مسکونی در قبرس شمالی است که در Girne District واقع شده‌است. تریمیتی ۱٬۲۶۸ نفر جمعیت دارد.